# Shinji Ishimaru
Shinji Ishimaru (石丸 伸二, Ishimaru Shinji, /i.ʃi.ma.ʁu ʃin.dʒi/), né le 12 août 1982 à Akitakata (préfecture de Hiroshima), est un homme politique japonais. Il est le quatrième maire d'Akitakata du 9 août 2020 au 9 juin 2024.

## Formation et parcours professionnel
Né à Yoshida dans le district de Takata, aujourd'hui fusionné avec la ville Akitakata, préfecture de Hiroshima, Shinji Ishimaru fréquente l'école élémentaire municipale de Yoshida, le collège municipal de Yoshida, et le lycée Gion Kita de la préfecture de Hiroshima. Après avoir passé une année de préparation universitaire, il intègre la faculté d'économie de l'université de Kyoto.
En 2006, il obtient son diplôme de la faculté d'économie de l'université de Kyoto et rejoint la Bank of Tokyo-Mitsubishi UFJ, où il est affecté à la branche locale de Himeji. En 2014, en tant qu'analyste des changes, il est envoyé comme premier représentant résidant à New York pour la filiale MUFG Union Bank de la Bank of Tokyo-Mitsubishi UFJ. Pendant plus de quatre ans, il travaillera dans 25 villes principales de neuf pays du continent américain. À son retour, il s'installe à Tokyo et démissionne de son poste à la banque en juillet 2020.

## Parcours politique

### Mairie d'Akitakata
En juillet 2020, Hiroshi Kodama démissionne de son poste de maire d'Akitakata après qu'il est révélé qu'il a reçu 600 000 yens en espèces de Katsuyuki Kawai, un membre de la Chambre des représentants, impliqué dans une affaire d'achat de votes pour soutenir la campagne de sa femme, Anri Kawai, pour la Chambre des conseillers. Face à cette situation, Ishimaru décide de se porter candidat à la mairie. Il annonce officiellement sa candidature le 22 juillet 2020. Lors de l'élection municipale du 9 août, Ishimaru remporte la victoire contre Mineaki Takemoto, alors vice-maire en fonction, avec 8 076 voix, soit 60,18 % des suffrages exprimés.
Le 10 mai 2024, lors d'une conférence de presse, Ishimaru annonce qu'il ne se représente pas pour un nouveau mandat de maire d'Akitakata, mais qu'il souhaite toutefois poursuivre sa carrière politique. Il exprime son intérêt pour se présenter au poste de gouverneur de Tokyo et à la Chambre des représentants.

### Élection du gouverneur de Tokyo 2024
Le 16 mai 2024, Ishimaru annonce son intention de se présenter à l'élection du gouverneur de Tokyo de 2024. Le lendemain, lors d'une conférence de presse à Hiroshima, il déclare officiellement sa candidature, précisant qu'il se présente en tant qu'indépendant, sans le soutien d'un parti politique. En raison de cette candidature, Ishimaru démissionne de son poste de maire d'Akitakata le 9 juin 2024.
Ishimaru termine en deuxième position avec 1 658 363 voix, soit 24,3 % des suffrages exprimés. Sa performance inattendue dépasse les attentes de nombreux observateurs, éclipsant notamment Renhō, considérée comme la principale rivale de la gouverneure sortante Yuriko Koike. Dans son discours de concession, il exprime son intention d'entrer en politique nationale à l'avenir, laissant entendre qu'il pourrait se présenter dans la première circonscription de la préfecture de Hiroshima, soit celle du Premier ministre Fumio Kishida, pour la Chambre des représentants.